# Godomar III.
Godomar III.  také Godemard či Gondomar (5. století – 534) byl králem Burgundů v letech 524 až 534. Byl mladším synem ariánského krále Gundobada a bratrem burgundského katolického krále Zikmunda.

## Životopis
Na rozdíl od svého bratra Zikmunda, který se stal katolíkem, zůstal věrný arianství jako většina jeho stoupenců z řad burgundské šlechty i armády. Jeho nečinnost během franské invaze v letech 523 a 524 vyústila v zajetí a zavraždění jeho bratra Zikmunda merovejským králem Chlodomerem, který ještě téhož roku společně s bratry Childebertem I. a Chlotharem I. znovu zahájili vojenské tažení, aby definitivně dobyli a podmanili si království Burgundů, kde z armády zbylo jen několik nepočetných posádek.
Mezitím se ale situace v království Burgundů změnila. Po vraždě Zikmunda se vlády ujal Godomer, narychlo shromaždil loajální armádu se kterou čekal východně od Lyonu, nedaleko Vézeronce, aby zemi uchránil proti franské nadvládě. V bitvě u Vézeronce pak franské vojsko porazil. Franský král Chlodomer byl v boji Godomerem zabit a jeho hlava nabodnuta na konec kopí.
Chlodomerovi bratři, Childebert I. a Chlothar I., zbaveni podpory Theudericha I., nevlastního bratra Chlodomera a nejstaršího syna Chlodvíka I., spřízněných rodinnými pouty se Zikmundem, jehož dceru si Theuderich vzal, se rozhodli společně vyrazit proti království Burgundů. Po roce obléhání se oba bratři v roce 532 zmocnili pevnosti Autun, odkud se Godomarovi podařilo uprchnout. V roce 533 zemřel Theuderich a vlády se ujal jeho nedospělý syn Theudebert I., který se usmířil se svými strýci Childebertem I. a Chlotharem I. a v roce 534 společně zahájili poslední vojenské tažení, v němž v bitvě u Autunu zvítězili a království Burgundů si podmanili.
Godomar III. se po porážce v bitvě u Autunu uchýlil do hlubokého údolí Valgaudemar, současného departementu Hautes-Alpes. Středověký kronikář Jean Bouchet napsal, že král Chlodomer byl zabit Godomarem a Godomar pak byl sám zabit Chlodomerovými bratry Childebertem I. a Chlotharem I.

## Rozdělení království Burgundů
Vítězstvím v bitvě u Autunu si Childebert I. a Chlothar I. a Theudebert I. království Burgundů rozdělili mezi sebe. Po zániku bylo zalořeno První Burgundské království.
- Theudebert I., král Austrasie, získal severní část území: Langres, Besançon, Autun, Châlons, Avenches, Windisch, Martigny
- Childebert I., král Paříže, získal centrum území: Lyon, Mâcon, Vienne, Grenoble a snad i Ženevu a Tarentaise
- Chlothar I., král Neustrie, získal pravděpodobně území na jih až k Durance.

## Seznam burgundských králů
| Seznam burgundských králů Zdroje se často rozcházejí a tak data o králích Burgundska nemusejí být přesné                                                                  |                                                                                       |                                                                                               |                                                                                               |
| Sbírka zákonů Lex Burgundionum: Hlava III, De la liberté de nos esclaves, cituje jména Gundobadových předků v « královské paměti»: Gibica, Godomar I., Giselher, Gundahar |                                                                                       |                                                                                               |                                                                                               |
| Germánie - Porýní |                                                                                       |                                                                                               |                                                                                               |
| Gibica ? Historický nebo mytický předek burgundských králů |                                                                                       |                                                                                               |                                                                                               |
| Godomar I. ? | Giselher ?                                                                            | Gundahar ?                                                                                    | Gundahar ?                                                                                    |
| Vládli ve stejnou dobu, nebo jeden po druhém? |                                                                                       |                                                                                               |                                                                                               |
| Království ve Wormsu ? |                                                                                       |                                                                                               |                                                                                               |
| Gundahar († asi 436/437 ?) |                                                                                       |                                                                                               |                                                                                               |
| Vládl Sapaudii, (Ženevský region) a rozšířil království do údolí Rhôny a Saôny                                                                                            |                                                                                       |                                                                                               |                                                                                               |
| Gondioch († asi 463-473 ?) | Gondioch († asi 463-473 ?)                                                            | Chilperich I. († asi 476 ?)                                                                   | Chilperich I. († asi 476 ?)                                                                   |
| Chilperich I. po smrti Gondiocha vládl sám († asi 476 ?) Neměl mužské potomky                                                                                             |                                                                                       |                                                                                               |                                                                                               |
| Čtyři synové Gondiocha |                                                                                       |                                                                                               |                                                                                               |
| Godomar II. († datum úmrtí neznámé, ale před rokem 476. Nevládl) | Chilperich II. († datum úmrtí neznámé, ale před rokem 476. Nevládl) Otec Chrodechildy | Godegisel manželka Theodelinda                                                                | Gundobad manželka Carétène († 516)                                                            |
| Godegisel († 500) | Godegisel († 500)                                                                     | Gundobad († 516)                                                                              | Gundobad († 516)                                                                              |
| Gundobad po smrti Godegisela vládl sám († 516) |                                                                                       |                                                                                               |                                                                                               |
| Gundobad († 516) | Gundobad († 516)                                                                      | Zikmund kolem roku 494 se oženil s ostrogótskou princeznou, dcerou krále Theodoricha Velikého | Zikmund kolem roku 494 se oženil s ostrogótskou princeznou, dcerou krále Theodoricha Velikého |
| Zikmund († 523) |                                                                                       |                                                                                               |                                                                                               |
| Godomar III. († po roce 534) |                                                                                       |                                                                                               |                                                                                               |
| V roce 534 království Burgundů zaniklo, stalo se součástí franské říše. Území rozděleno mezi franské krále.                                                               |                                                                                       |                                                                                               |                                                                                               |